# Poggio (Otricoli)
Poggio (Poggio di Mezzo o Poggio di Otricoli) è una frazione del comune di Otricoli, in provincia di Terni in Umbria.

## Geografia fisica
Il territorio di Poggio si trova in un (enclave) isola amministrativa del comune di Otricoli, la sua altitudine varia dai 108 m s.l.m. dei terrazzi fluviali del Tevere, ai 314 m s.l.m. dove sitrova il centro storico, il punto più alto raggiunge i 975 m s.l.m. sono le cime più basse del Monte San Pancrazio chiamato in passato Monte Rosaro, non lontano dal Monte Cosce dove scorre il confine amministrativo tra Lazio e Umbria.

## Storia
Noto in passato come Castrum Podii Medii oppure Poggium Moggii, venne nominato per la prima volta in un documento del 1237, un atto di vendita del castello ivi esistente ai narnesi Tebalduccio Dorgani e Piergentile. Nel 1277 Narni accettò la sottomissione dei poggiani, cosa riconfermata in documenti del 1371.
Ancora nel XVI secolo era soggetto a Narni e al comune doveva pagare delle tasse in occasione della festività del patrono san Giovenale, nonché inviare i suoi uomini in occasione di attività militari.
Vi furono poi delle contese con il comune di Calvi, che cessarono nel 1764 con un atto di transazione ufficiale.
Infine, nel 1815, fu appodiato alla comune di Otricoli.
Nel 1943, durante la seconda guerra mondiale, vi si svolse un'importante battaglia.
Durante la lotta di liberazione dal nazifascismo, nel pomeriggio del 16 Febbraio 1944 il centro storico di Poggio di Otricoli, venne accerchiato dalla GNR fascista e dai nazisti, il partigiano Gaetano di Blasi fu gravemente ferito alla gola da un colpo di rimbalzo, per coprire e favorire la fuga dei compagni partigiani, rimasero feriti da piombo sparato dai fascisti anche dei civili, Valentino Chiari, Osvaldo Lionelli e Ampelio Cabiati sfollato da Terni che stava recandosi al lavoro. Gaetano di Blasi rimase ospite della famiglia di Petrucci Lorenzo, la sua giovane vita e’ infranta alle ore 22:00 circa, Costorella Orazio dopo aver vegliato sul compagno morente Gaetano di Blasi, attardo’ la fuga e venne scoperto durante un rastrellamento il mattino seguente, il 17 Febbraio 1944 Orazio Costorella interrogato pubblicamente, davanti alla popolazione obbligata ad assistere per avere informazioni sul nascondiglio dei suoi compagni partigiani del Btg. Giovanni Manni- Brigata Garibaldi "Antonio Gramsci" rimase in silenzio, sapendo che tutto ciò gli sarebbe costatata la vita, aveva compiuto venti anni il giorno prima, fu ucciso pubblicamente con sei colpi di rivoltella in bocca.
La Piazzetta dei Martiri a Poggio di Otricoli è stata intitolata a Gaetano di Blasi e Orazio Costorella partigiani della resistenza al nazifascismo, riposano nella Cappella dei Garibaldini di Terni.

## Cultura

### Eventi
Alla fine di luglio vi si svolgono le "Giornate Medievali", una rappresentazione storica che interessa l'intero borgo ed i suoi abitanti. Nel periodo di Ferragosto si svolge invece la "Festa della Santa Vergine".

## Monumenti e luoghi d'interesse
- Il Castello, caratterizzato da un dongione quadrangolare posto lungo le mura. Esse sono intervallate da 7 torri, di piccola dimensione. Oltre alla funzione difensiva è importante anche la valenza religiosa: al di fuori di esso si trova infatti il pomerio, ossia un terreno dove era vietato edificare e coltivare.
- Chiesa di San Nicola (XV secolo), con una facciata caratterizzata da un arco e da un campanile a vela. All'interno si trovano dipinti del XVII secolo ed un fonte battesimale del XVI secolo.

### Castello Alvelino
Il Castello Alvelino (X-XV sec. circa) presso il ponte Arverino era il castello di Albininum, detto anche Alvinum o Albinianum. Situato sul monte omonimo, nei pressi di Poggio, era anticamente una città fondata nel medioevo, un'ipotesi è quella che fu abbandonata nel '500 in seguito ad un'epidemia di peste che colpì la zona.  Nella toponomastica, è rimasto il ponte Arverino, come anche il fosso citato nelle antiche mappe come di Arverino.

## Sport

### Impianti sportivi
- Centro sportivo Poggio di Otricoli